# Авлија (Чајниче)
Авлија је насељено мјесто у општини Чајниче, Република Српска, БиХ. Према попису становништва из 1991. у насељу је живјело 128 становника.

## Географија
Налази се на 570-1000 метара надморске висине, површине 6,8 км², удаљено око 15 км од општинског центра. Припада мјесној заједници Међурјечје. Разбијеног је типа, а засеоци су: Авлија, Барлета, Брегови, Дубача, Мајсторовићи, Хаљковићи, Хасковићи, Храшће и Шиглице. Смјештено је на брдовитом терену, у подножју планине Вијогор. Кроз атар, који је већим дијелом обрастао бјелогоричном шумом, а мањим прекривен пашњацима и ораницама, протиче поток Батовка. Становништво се углавном бави пољопривредом. Најближа школа налази се у селу Миљено, а џамија у селу Међурјечје. У селу постоји гробље. Електрична енергија уведена је седамдесетих година 20. вијека. Становништво се снабдијева водом са каптираних извора. До села води макадамски пут.

## Становништво
Авлија је 1895. пописана као заселак села Каровићи. Године 1953. Авлија, као засебно село, имала је 42 домаћинства и 213 становника; 1971.-234 становника; 1991.-128 (Муслимана); 2013.-18 домаћинстава и 43 становника (Бошњаци). У селу живе породице Хаљковић, Хасковић и Хурић. Током Другог свјетског рата погинуо је један борац НОВЈ и шест цивила.
|         | 2013.       | 1991.         | 1981.         | 1971.         |
| Укупно  | 46 (100,0%) | 129 (100,0%)  | 113 (100,0%)  | 168 (100,0%)  |
| Бошњаци | 46 (100,0%) | 129 (100,0%)1 | 112 (99,12%)1 | 167 (99,40%)1 |
| Срби    | –           | –             | 1 (0,885%)    | –             |
| Остали  | –           | –             | –             | 1 (0,595%)    |

1. 1 На пописима од 1971. до 1991. Бошњаци су пописивани углавном као Муслимани.